# Kevin Walker (personaje de Brothers & Sisters)
Kevin Walker es el nombre de un personaje ficticio del drama familiar de ABC, Brothers & Sisters, encarnado por el actor Matthew Rhys. Salvo en un capítulo de la temporada emitida en el año 2010, Kasey Campbell interpretó al adolescente Kevin en escenas de flashback situadas en el año 1986.

## Historia

### Antecedentes
Kevin Walker, de 35 años, nacido el 18 de abril de 1971, y abogado de profesión, fue el cuarto hijo de William y Nora Walker (los hermanos son, en orden de nacimiento, Sarah, Kitty, Tommy, Kevin y Justin). 
La primera experiencia sexual de Kevin fue con una chica en la adolescencia, sin embargo, en el verano, tuvo relaciones con un chico, Tucker Stand, en la casa de su familia (Tucker también fue la primera relación sexual de Sarah, y fue la primera persona que se drogó con Justin, pero Kevin probablemente no sabía nada de esto). 
Cuando Kevin estaba en el último año de escuela secundaria, comenzó a ver a un chico llamado Danny G. McCullough. La hermana de Danny se enteró de esta relación y se lo dijo a Kitty. Kevin hizo jurar a Kitty que guardaría el secreto, pero esa Navidad ya se lo había contado a los otros hermanos. 
Kevin, finalmente, se lo contó a su madre y ella rápidamente se unió a PFLAG. Años más tarde, Kevin expresó cierta amargura por cómo habían acontecido esos hechos, y comentó que se había sentido como "un estudiante de intercambio en su propia casa". También reveló que estuvo enamorado de su compañero de estudios, Matthew Brown, por quien se unió a todo en lo que  participara como: Futuros Agricultores de América y al equipo de golf.
Kevin se convirtió en un exitoso abogado, pero la fortuna no le acompañó en el momento de conseguir pareja, teniendo problemas en todas sus relaciones. 
Varios años antes, según la historia del show, Kevin estuvo en una relación con otro hombre que terminó con mucho pesar, tanto así, que Kevin mantuvo una foto enmarcada de los dos en su oficina. Kevin ha dado a entender, que en el pasado había tenido problemas para ser fiel en una relación, durmiendo de vez en cuando con hombres al azar.

### Kevin y Scotty
Mientras trabajaba en un caso, Kevin entrevistó a un testigo clave, Scotty Wandell (Luke MacFarlane). Scotty rápidamente dedujo la homosexualidad de Kevin y lo acusó de avergonzarse y tratar de "pasar" por heterosexual. Kevin estaba irritado por las insinuaciones de Scotty, pero después de que Sarah, su hermana, invitara a Scotty para una fiesta en la piscina en la casa Walker, Kevin comenzó a bajar la guardia. 
Luego quiso tener una cita con Scotty, cita que tuvo que cancelar cuando su madre, Nora, lo obligó a acompañarla a un torneo de golf. Ella cambió de opinión durante el torneo y en lugar de eso se fueron al cine donde se toparon con Scotty y un acompañante tomados de la mano. Más tarde, Kevin se enfrentaría a su madre por utilizarle y no permitirle vivir su propia vida.
Poco después de su encuentro en el cine, Scotty fue a la oficina de Kevin y le aseguró que el otro hombre era solo un amigo. Kevin y Scotty tuvieron su primera cita y hablaron mutuamente de su pasado. Cuando Scotty besó impulsivamente a Kevin durante la cena, Kevin se apartó, y después de que salieron del restaurante, Kevin se mantuvo distante. Scotty recriminó a Kevin por avergonzarse de dar muestras de afecto en público, dejando a Kevin con su "homofobia reprimida". Kevin insistió en que estaba bien consigo mismo y que se oponía a los besos en público, aunque fuera heterosexual. La cita terminó con una nota amarga. 
Al día siguiente, Scotty fue al apartamento de Kevin para pedir disculpas por juzgarlo y para decirle a Kevin lo mucho que le gustaba. Kevin se sintió aliviado de que Scotty no fuera perfecto y le dio un beso a pesar de que su vecina los estaba observando. Después, aunque solo de broma, cerró la puerta en la cara de Scotty, para luego meterlo dentro del apartamento con el fin de tener una relación.
Como Scotty no se atrevía a dejar el trabajo para asistir a un evento de caridad con Kevin, este se ofreció a pagar el sueldo de Scotty por el tiempo que perdiera. Scotty se molestó con la idea de ser "comprado", y sintió que le estaba haciendo sentir inferior debido a su estatus social (sin embargo, Scotty hizo de camarero en el evento de caridad). Cuando Scotty estaba ya borracho, Kevin le pidió disculpas, se besaron e hicieron las paces, pero el jefe de Scotty lo despidió por anteponer su vida personal al trabajo. Kevin amenazó al jefe con una demanda por discriminación, a menos que volviera a contratar a Scotty, sugiriendo además un salario mayor.
Kevin y Scotty deciden irse de fin de semana a la casa de la familia Walker sin saber, que el resto de su familia habían tenido la misma idea. Durante el fin de semana, Tommy, el hermano de Kevin -que había descubierto recientemente que era estéril-, pidió a Kevin su esperma para engendrar un hijo con su esposa Julia. Kevin lo rechazó. Cuando Sarah se enteró, trató duramente a Kevin en la mesa y pidió a Scotty su opinión. Kevin se alteró y dijo, sin pensar, que Scotty no era de la familia y que debería "callarse". Rápidamente, se disculpó, pero herido, Scotty se marchó.
Cuando Kevin volvió a la ciudad, Scotty no respondía a sus llamadas, hasta que finalmente Scotty fue a la oficina de Kevin para recoger el cheque de la liquidación, bromeando acerca de que Scotty podría llevarlo a cenar, ya que estaba en el mismo nivel financiero. Scotty, aún herido, dijo que le había llevado mucho tiempo aceptarse a sí mismo y en solo dos meses Kevin le había hecho sentirse un completo inútil y le dijo a Kevin que rompiera el cheque. Poco después, Kevin llamó a Scotty y finalmente habló con el corazón. Scotty le pidió que le enviara el cheque y le dio las gracias por el tiempo que habían pasado juntos, pero dijo que la relación había terminado. Kevin apenas contuvo las lágrimas cuando terminó la conversación.

### Pelea con Kitty
Después de que Kevin se uniera a Tommy y Sarah en un viaje por carretera para encontrar el fondo de pensiones de Ojai, su coche se averió y se quedaron varados en un bar de militares. Un soldado que coqueteó con Kevin en el bar, estuvo de acuerdo en permitir que se quedaran en su casa, teniendo una aventura de una noche con Kevin en el proceso. 
Pronto encontraron el dinero que su padre había escondido, y el negocio de la familia se salvó. 
La armonía familiar se tensa cuando Kevin se enteró de que su hermana Kitty va a trabajar para un senador (Rob Lowe), quien había votado a favor de una enmienda constitucional para prohibir el matrimonio gay. En el proceso, Kevin se dio cuenta de que Kitty se oponía al matrimonio entre homosexuales, aunque apoyaba las uniones civiles. Un poco tolerante, Kevin, a regañadientes, aceptó su decisión, pero se enfureció cuando Kitty empezó a salir con el senador. Como resultado, Kevin y Kitty se alejaron un tiempo.

### Kevin y Chad
Chad Barry (Jason Lewis), un atractivo actor, estrella de telenovelas, coqueteó con Kevin. A pesar de que Chad estaba aún "dentro del armario" y tenía una novia, un deslumbrado Kevin comenzó un romance secreto con Chad. 
A pesar de su buen juicio, Kevin desarrolló sentimientos hacia él. Chad decía que esa era la primera vez que él se enamoraba de un hombre. Cuando Kevin se dio cuenta de que su relación nunca iba a ser más que un romance secreto, trató de poner fin a las cosas, pero Chad le dio un valioso reloj y Kevin quedó convencido de que sentía algo por él. 
La novia de Chad, Michelle, fija una cita a ciegas para Kevin. La cita resultó ser Scotty, para sorpresa de ambos. Debido a los fuertes celos que tenía por Michelle, así como los fuertes sentimientos que mantenía por Scotty, Kevin se acostó esa noche con Scotty.
A la mañana siguiente, Chad llamó a Kevin y le preguntó si había tenido relaciones sexuales con Scotty. Cuando Kevin dejó implícito que sí que lo había hecho, Chad dijo que iba a romper con Michelle, pero que ya no había razón para hacerlo. Scotty, quien escuchó la conversación, preguntó a Kevin si había dormido con él para poner celoso a Chad. Kevin respondió: "No sé". Scotty, herido, dijo a Kevin que estaba en el lugar de él cuando salía con Kevin, amar a alguien que no se ama. Él le dijo a Kevin que sentía pena por él, y tristemente le deseó buena suerte.
A pesar de que Chad estaba molesto con Kevin, pronto comenzó a llamarlo de nuevo y pedirle otra oportunidad. Kevin no estaba interesado hasta que Chad le dijo que había roto con Michelle. Kevin y Chad se fueron a cenar. Después de la cena, Michelle llamó a Kevin para advertirle de que Chad lo engañaría a la larga y que le dolía la forma en que había herido a otros hombres y mujeres. Kevin siguió siendo cuidadoso con Chad, pero Chad lo convenció de su deseo por una relación real.
Un bloguero, Dan de la Seda, comenzó a divulgar historias en su sitio que expusieron la homosexualidad de Chad (una compra que hicieron Kevin y Chad de una lámpara). Contra los deseos de Chad, Kevin llamó a de la Seda y lo amenazó con una demanda. De la Seda respondió aumentando sus ataques contra Chad. Chad le dice a Kevin que ahora tendría que actuar de manera más discreta y oculta que antes. Mientras tanto, Kevin, Sarah, Tommy y Saúl decidieron no decirle a Nora (la madre de Kevin) que (el padre de Kevin) William tenía una hija perdida hace mucho tiempo, Rebecca, con otra mujer, y que la hija ahora estaba en la ciudad. Los sentimientos de culpa llevaron a Saúl contarle toda la verdad a Nora, y el resto de los Walker lucharon para encontrar la forma de lidiar con su nueva incorporación.
En una cena familiar en honor a Rebecca, Kevin, escéptico en cuanto a si era o no era realmente su hermana, arrancó un pelo de su cabeza en la mesa, lo que la hizo huir de la casa. En su relación con Chad, este estaba casi convencido de "salir del armario", pero el mánager de Chad le dijo que si lo hacía, su carrera se arruinaría. 
Kevin, cuidando de no estar demasiado apegado Chad, lo convenció de no salir. Poco después, Chad regresó, pero ya no quería mantener una relación con Kevin.
- Datos: Q2436984